# Горњи Поретак
Горњи Поретак је насељено мјесто у општини Соколац, Република Српска, БиХ. Према попису становништва из 1991. у насељу је живјело 12 становника.

## Историја
На дан 7. јуна 1993. године су припадници Армије Републике БиХ напали ово село и масакрирали три становника који су се тада затекли у селу Горњи Поретак.
Жртве масакра су:
1. Бранка (Мирко) Грујић, 1931
2. Илинка (Душан) Лукић, 1942.
3. Зорка (Илија) Лукић, 1907.

Током напада Армије Републике БиХ, Горњи Поретак је спаљен до темеља.

## Становништво
| Демографија | Демографија | Демографија |
| Година      | Становника  | Становника  |
| ----------- | ----------- | ----------- |
| 1991.       | 12          |             |